# 더티페어 (애니메이션)
더티페어(ダーティペア, DIRTY PAIR) 시리즈는 타카치호 하루카의 동명의 소설을 원작으로 하는 일본 애니메이션 작품군이다. 1985년 7월부터 12월까지 니혼TV 계열에서 TVA가 방영되었고, 이후 극장판이나 OVA 작품이 발표되었다.

## 시리즈 목록
- 더티페어(ダーティペア)
  - 더티페어(ダーティペア), TVA, 1985년 방영
  - 더티페어의 대승부: 노란디아의 수수께끼(ダーティペアの大勝負 ノーランディアの謎), 단발 OVA, 1985년 발매
  - 더티페어(ダーティペア), 극장판, 1987년 공개.
  - 더티페어(ダーティペア), OVA 시리즈, 1987-88년 발매.
  - 더티페어: 모략의 005편(ダーティペア 謀略の005便), 단발 OVA, 1990년 발매.
- 더티페어 플래시(ダーティペアFLASH), 리부트
  - 더티페어 플래시(ダーティペアFLASH), OVA 시리즈, 1994년 발매
  - 더티페어 플래시 2(ダーティペアFLASH2), OVA 시리즈, 1995년 발매.
  - 더티페어 플래시 3(ダーティペアFLASH3), OVA 시리즈, 1995-96년 발매.

## 등장인물 및 출연진
- 케이(ケイ): 톤구 쿄코[1]
- 유리(ユリ): 시마즈 사에코[1]
- 무기(ムギ), 난모(ナンモ): 마키시마 나오키[1]
무기는 원작에 비해 비중이 줄어들었고 촉수가 삭제되는 등 디자인이 달라졌다. 난모는 원작에 없는 캐릭터로, 우주선 조종 등 업무를 보조하는 로봇 캐릭터다.
- 그리 앙드레 프랑시스 주임(グーリー・アンドレ・フランシス主任): 사와키 이쿠야[1]
원작의 소라나카 부장을 대체하는 캐릭터.
- 캘리코(キャリコ): 히로모리 신고
그리 주임 밑의 주임차장보. 요원 훈련학교에서는 우수한 성적이었지만[2] 실전경험 제로, 거의 본부에서 행정업무만 전담한다.

## TVA 더티페어

### 스태프
- 기획: 니혼선라이즈
- 제작: 니혼선라이즈[1]
- 원작: 타카치호 하루카[1]
- 프로듀서: 하츠카와 노리오, 요시이 타카유키
- 감독: 타키자와 토시후미[1], 카시마 노리오[1]
- 촬영감독: 에다미츠 히로아키
- 음향감독: 치바 코이치
- 음악：키모리 토시유키[1]
- 미술감독: 나카무라 이츠키, 미우라 사토시
- 미술디자인: 사토 마사히로, 오카다 토모아키
- 캐릭터 디자인: 도키테 츠카사[1]
- 메카닉 디자인: 아쿠츠 준이치
- 유니폼 디자인: 호소노 후지히코[1]